# Paula Deen
Paula Ann Hiers Deen (/ˈpɔo̯.lə æjə̯n hi(j)əɹs dɪi̯n/; sinh ngày 19 tháng 1 năm 1947) là một nữ đầu bếp, tác giả sách nấu ăn và người nổi tiếng trên truyền hình người Mỹ. Bà sinh sống và kinh doanh nhà hàng The Lady & Sons tại thành phố Savannah, Georgia cùng với hai người con trai của mình là Jamie và Bobby Deen. Cho đến nay, bà đã cho ra mắt 15 tựa sách nấu ăn.

## Cuộc đời
Paula Ann Hiers ra đời vào ngày 19 tháng 1 năm 1947 tại thành phố Albany, Georgia, trong một gia đình theo phái Báp-tít có cha là ông Earl Wayne Hiers Sr. và mẹ là bà Corrie A. Hiers (họ trước khi kết hôn là Paul). Khi bà mới được 19 tuổi, cha của bà qua đời ở tuổi 40, và 4 năm sau thì mẹ của bà qua đời ở tuổi 44. Một năm trước khi cha mất, tức lúc bà 18 tuổi (1965), bà Paula kết hôn với ông Jimmy Deen và đến năm 1967 thì họ có cùng nhau đứa con trai đầu tiên, đặt tên là James ("Jamie"). Vào năm 1970, cậu con trai thứ hai là Robert ("Bobby") chào đời. Khi bà được hai mươi mấy tuổi, bà mắc chứng trầm cảm và sợ khoảng rộng, và từ đó bà dành nhiều thời gian hơn cho việc bếp núc trong gia đình vì đó là một trong những việc mà bà có thể làm mà không cần phải bước chân ra khỏi nhà. Bà ngoại của bà Deen là Irene Paul là người đã dạy cho bà nghệ thuật nấu ăn miền Nam nước Mỹ, cái mà bà âu yếm mô tả là "nghệ thuật nấu ăn trong trang trại (farmhouse cooking) thực thụ, yêu cầu người nấu phải dành cả ngày để nấu nhiều món ăn", và nhờ đó mà phong cách nấu ăn của bà Deen được định hình. Năm 1989, bà và chồng là ông Jimmy Deen ly dị. Để có thể nuôi sống hai đứa con trai của mình cùng một người em ruột là ông Earl Wayne Hiers Jr. (m. 2019, tên gọi thân quen là "Bubba"), bà đã từng nhiều lần khởi nghiệp trước khi mở dịch vụ suất ăn có tên là The Bag Lady, chuyên phục vụ bữa trưa cho dân văn phòng và ủy thác công việc giao hàng cho hai con trai là Jamie và Bobby.

## Nhà hàng

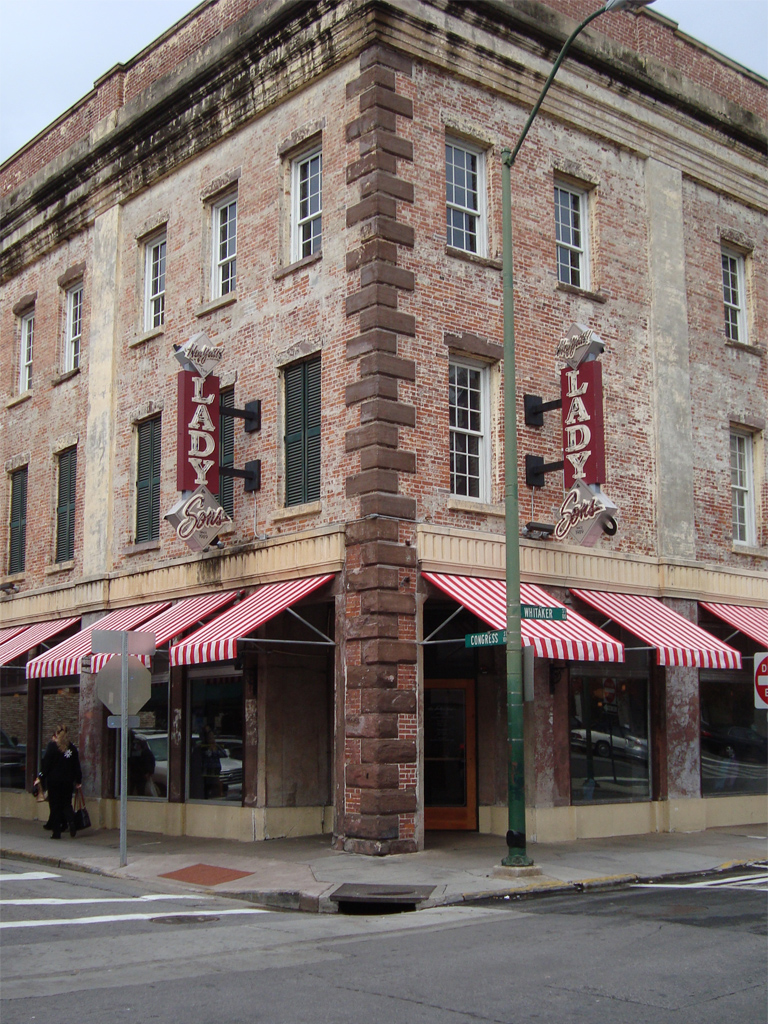
Mặt trước nhà hàng The Lady & Sons, thành phố Savannah, Georgia

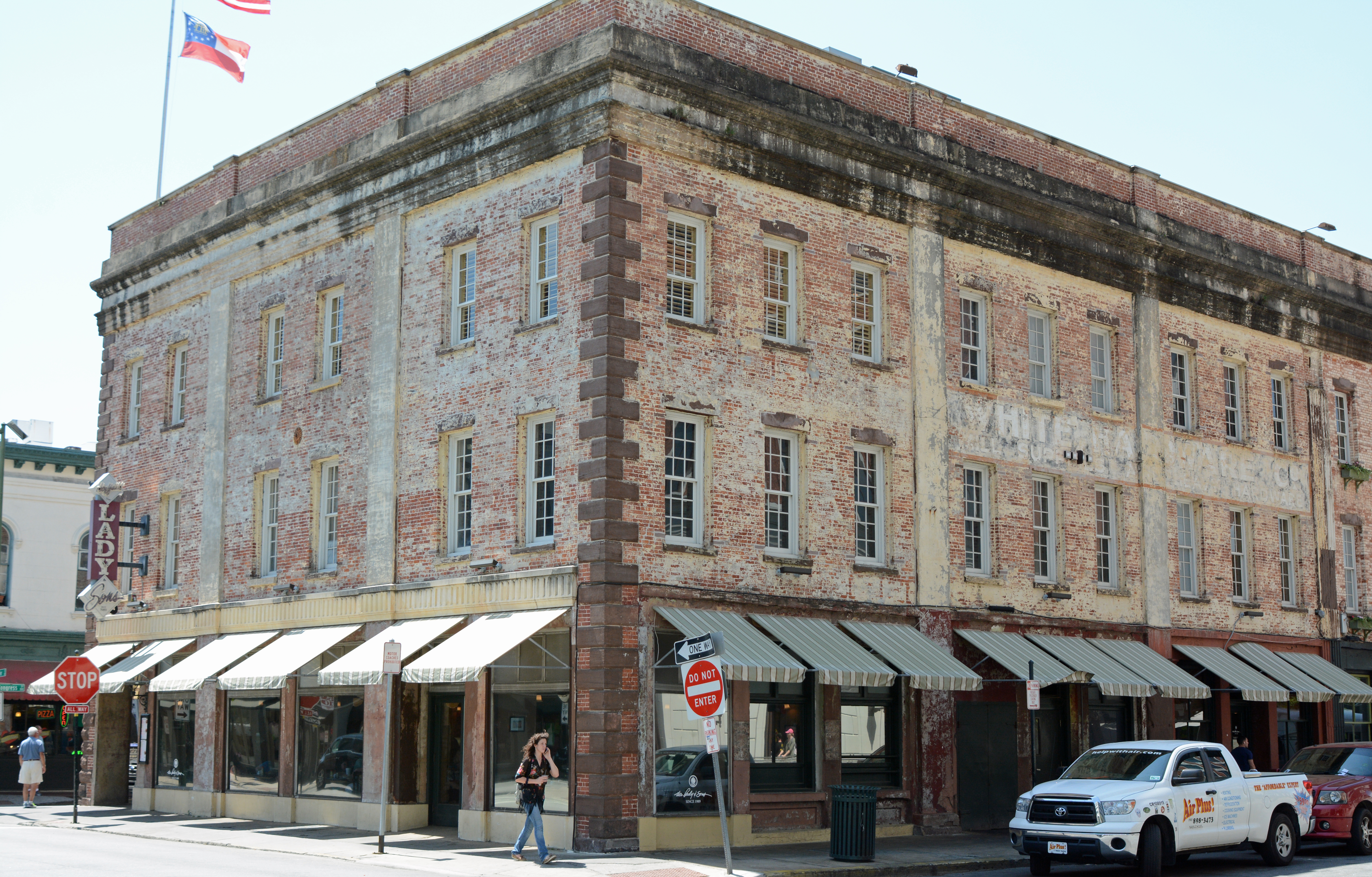
Mặt sau nhà hàng The Lady & Sons

Sau một thời gian kinh doanh dịch vụ The Bag Lady, vào năm 1991, bà đã mua lại một nhà hàng tọa lạc trong khách sạn Best Western (phố Abercorn, thành phố Savannah, Georgia) và đặt tên là The Lady. Đến tháng 1 năm 1996, tức sau 5 năm khi hoạt động tại khách sạn Best Western, bà Deen cùng hai con trai là Jamie và Bobby đã dọn ra và mở một nhà hàng mang tên The Lady & Sons trên phố West Congress, trung tâm thành phố Savannah. Một vài năm sau, bà dời nhà hàng này về tòa nhà White Hardware trên phố Whitaker cũng thuộc thành phố Savannah. Bà Deen cũng mở thêm 4 nhà hàng buffet dành cho sòng bạc tại Harrah's Casino Tunica (tiểu bang Missisippi), Harrah's Cherokee (tiểu bang North Carolina), Horseshoe Southern Indiana và Harrah's Joliet (tiểu bang Illinois); những sòng bạc trên đều thay đổi nhận diện thương hiệu ít lâu sau khi hợp đồng giữa bà Deen với kênh truyền hình Food Network bị chấm dứt vào năm 2013. Thêm vào đó, bà Deen cũng là đồng chủ sở hữu của nhà hàng Bubba's Oyster House tại thành phố Savannah, Georgia. Nhà hàng trên ngừng kinh doanh từ tháng 4 năm 2014 và đến tháng 6 năm 2017 thì kinh doanh trở lại với cái tên mới là Paula Deen's Creek House (đóng cửa từ tháng 1 năm 2023). Vào năm 2015, bà Deen mở nhà hàng có tên là Paula Deen's Family Kitchen tại thành phố nghỉ mát Pigeon Forge, Tennessee, và đến tháng 6 năm 2017 thì mở thêm một nhà hàng cùng tên tại trung tâm thương mại Broadway at the Beach, thành phố Myrtle Beach, Nam Carolina. Năm 2018, bà khai trương hai nhà hàng mang tên Paula Deen tại tiểu bang Texas và đóng cửa cả hai sau 1 năm. Năm 2020, bà mở thêm một nhà hàng Paula Deen's Family Kitchen tại thành phố Nashville, Tennessee và đến năm 2021 thì mở thêm một nhà hàng cùng tên tại thành phố Panama City Beach, Florida.

## Sách và tạp chí
Vào năm 1997, Paula Deen tự xuất bản 2 tựa sách dạy nấu ăn là The Lady & Sons Savannah Country Cookbook và The Lady & Sons, Too! A Whole New Batch of Recipes from Savannah, hướng dẫn người đọc nấu một số món ăn truyền thống của miền Nam Hoa Kỳ. Kể từ đó, bà đã cho xuất bản thêm 2 tựa sách nấu ăn nữa cùng với đồng tác giả là bà Martha Nesbit. Bà từng có lần xuất hiện trên chương trình truyền hình của mạng truyền hình QVC và trên chương trình tọa đàm truyền hình The Oprah Winfrey Show (lần thứ nhất vào năm 2002, lần thứ hai và thứ ba vào năm 2007 và lần thứ 4 vào năm 2010). Câu chuyện cuộc sống của bà được nhắc đến trong cuốn Extraordinary Comebacks: 201 Inspiring Stories of Courage, Triumph, and Success (2007, nhà xuất bản Sourcebooks) của tác giả John A. Sarkett. Vào tháng 4 năm 2007, nhà xuất bản Simon & Schuster xuất bản cuốn hồi ức của bà với tên gọi It Ain't All About the Cookin'. Bà cũng ra mắt tạp chí phong cách sống mang tên Cooking with Paula Deen, với số đầu tiên phát hành vào tháng 11 năm 2005 và đến tháng 3 năm 2009 thì đạt doanh số phát hành là 7,5 triệu bản. Tại thời điểm năm 2021, tạp chí vẫn ra các số mới định kỳ hàng tháng. Vào năm 2015, công ty TNHH Paula Deen Ventures đã ký hợp đồng phân phối các sách nấu ăn sẽ được xuất bản trong tương lai với bộ phận đại diện khách hàng của nhà xuất bản Hachette. Bà Paula Deen cho ra mắt tựa sách dạy nấu ăn mới nhất có tên là Paula Deen's Southern Baking vào năm 2019.

## Đời tư
Năm 2004, bà Deen tái hôn với ông Michael Groover (sinh năm 1956), một thuyền trưởng tàu lai dắt sống bên Cảng Savannah, tiểu bang Georgia. Hai ông bà có bốn người con, trong đó 2 người là con riêng của bà Deen và 2 người còn lại là con riêng của ông Groover. Hôn lễ của ông bà được cử hành tại Trường tư thục Bethesda và được truyền hình trên kênh Food Network trong một chương trình vào năm 2004.